# Нижняя Утятка
Нижняя Утятка — жилой район в Кургане. Расположен на юге города. 
Расстояние до центра города — 16 км (по прямой), 26 км (по автомобильной дороге).
Граничит по реке Тобол с деревней Санаторная и Курганской государственной сельскохозяйственной академией им. Т. С. Мальцева в селе Лесниково Кетовского муниципального округа Курганской области.
Застроена домами частного сектора.

## История
Деревня Нижняя Утятская возникла, предположительно, между 1683 и 1689 годом и относилась к слободе Царёво Городище. Названа Нижней Утятской для отличия от расположенной выше по течению деревни Верхней Утятской (Лаптевой) Утятской слободы и самой Утятской слободы. Название получила по реке Утяк. 
В Переписи письменного головы Ивана Денисовича Спешнева 1689 года упомянута одна деревня Утятская при реке Тоболе.
К 1741 году представляла собой укрепление с деревянным заплотом, рвом, надолбами и рогатками. 
В 1749 году Ялуторовского дистрикта слободы Царёва Кургана деревня Утяцкая насчитывала 71 двор в которых крестьян, мужчин в возрасте от 18 до 50 лет — 78 человек, у них огнестрельного оружия было 12 винтовок (у Крысанфия Каргаполова, у Ивана Первухина у Тимофея Дягилева, у Семена Каргаполова, у Михея Вилкина, у Евдокима Каргаполова, у Федора Михайлищева, у Петра Лютуева, у Герасима Осипова, у Алексея Осипова, у Ивана Петрякова и у Григория Воинкова), 1 турка (у Федора Колмогорова) и 3 самопала (у Семена Воинкова, у Ивана Бородина и у Степана С(?)лина). Деревня имела городовое строение в столбах и надолбах, рогатки и ров.
В середине XVIII века был упразднён форпост на берегу Тобола, его территория также была заселена крестьянами. От пустых зимних квартир («фатер») гарнизона новая деревня получила название Фатеры, как она именуется в начале 1770-х годов. В документах конца XVIII ввека отмечаются два отдельных селения Курганского уезда — д. Утятская Черёмуховской волости и д. Фатерская Барабинской волости.
По данным ревизии 1795 года население составило: деревня Утятцкая Черёмуховской волости — 472 чел., деревня Утятская Барабинской волости — 212 чел. До 1812 года Барабинская волость была упразднена, обе деревни входят в состав Черёмуховской волости. В 1829—1888 годах они именуются Фатерской и Фатерской Нагорской, в 1889—1906 годах значатся как одна деревня Фатеры, а позднее вновь разделяются на д. Фатеры I (Нижне-Утятская Первая) и Фатеры II (Нижне-Утятская Вторая). 
В 1919 году образован Нижнеутяцкий сельсовет. По данным переписи 1926 года в деревне Нижне-Утятской Первой (Фатеры) проживало 737 чел., все русские, в деревне Нижне-Утятской Второй (Губерния) — 472 чел, из них 471 русский и 1 румын.
Жители деревни работали в колхозе «Утятский», затем в Курганском племсовхозе, который в 1982 году был преобразован в Гослемзавод «Имени 60-летия СССР», специализировавшемуся по выращиванию племенного скота черно-пестрой породы и растениеводству. В 1990-х переименован в ЗАО «Племзавод Черемушки», его деятельность прекращена 4 июня 2004 года на основании определения арбитражного суда о завершении конкурсного производства.
14 июня 1954 года Нижнеутяцкий сельсовет упразднён, территория вошла в Черёмуховский сельсовет Курганского района.
Решением Курганского облисполкома от 14 мая 1959 года № 190 деревня Нижняя Утятка (Губерния) перечислена из Лесниковского сельсовета в состав Кетовского сельсовета Кетовского района.
Решением Курганского облисполкома от 28 мая 1960 года № 230 Черёмуховский сельсовет упразднён, деревня Нижняя Утятка перечислена в состав Менщиковского сельсовета Курганского района.
Решением Курганского облисполкома от 1 июля 1963 года № 237 деревня Нижняя Утятка перечислена из Менщиковского сельсовета в состав Кетовского сельсовета Курганского района.
Решением Курганского облисполкома от 29 июля 1963 года № 267 деревня Нижняя Утятка переименована в деревню Фатеры Кетовского сельсовета Курганского района.
Указом Президиума Верховного Совета РСФСР от 5 мая 1964 года деревня Нижняя Утятка переименована в деревню Санаторная Кетовского сельсовета Кетовского сельского района.
Решением Курганского облисполкома от 14 июля 1967 года № 263 вновь образован Черёмуховский сельсовет Кетовского района, в состав которого вошла деревня Нижняя Утятка Кетовского сельсовета.
6 августа 1979 года Черёмуховский сельсовет передан в административное подчинение Советского райисполкома города Кургана. 30 октября 1984 года переда в Первомайский район города. 1 февраля 1997 года сельсовет упразднён.
В январе 2023 года газифицирована, был построен газопровод высокого давления протяженностью более 8 км и сети газораспределения.

## Общественно-деловая зона
- Дом творчества детей и молодежи «Гармония»
- Металлический обелиск, на гранях которого установлены гранитные доски с фамилиями погибших на фронте[5].

## Религия
Жители деревни Нижней Утятской со времени её образования относились к приходу Димитриевской (позднее — Христо-Рождественской) церкви слободы Царёво Городище, а в начале 1740-х годов вошли в приход Петро-Павловской церкви с. Черёмуховского и относились к нему до закрытия в середине 1930-х годов.

### Часовня
Дата постройки в д. Фатерах I часовни не установлена, но известно, что в 1758 году она уже существовала. По сведениям 1849 года часовня была устроена издавна, но с чьего дозволения, за неимением документов, неизвестно. Освящена она была в честь Архистратига Божия Михаила. Богослужения в ней отправлялись священниками Черемуховской церкви. Здание часовни было деревянным.
По документам конца XIX века часовня значится построенной в 1850 году, а по сведениям начала XX века — в 1860 году. К 1910 году часовня в д. Фатерах описывается как бревенчатая, длиной и шириной 7 аршин, высотой 5 с половиной аршин, крытая тесом, с двумя окнами, одними внутренними и одними наружными дверями. При ней имелось крытое тесом бревенчатое крыльцо длиной 3 с половиной аршина, шириной 6 аршин, высотой 5 аршин. К этому времени здание было уже ветхим. Часовня сгорела 25 августа 1921 года в пожаре, уничтожившем кроме неё несколько жилых домов.

## Транспорт
- Автобусное сообщение с центром Кургана несколько раз в день, автобус № 18.

## Достопримечательности
1. Песочный пляж «Вавилоны», расположенный южнее поселка, примерно в 3 км, на границе с домом отдыха «Лесники».
2. Заброшенный сад советского периода «Первый Стан», расположенный в 7 км западнее, в котором можно найти Скифские курганы — разграбленные в средние века.
3. Горнолыжный спуск на востоке поселка со стороны КГСХА.

## Известные жители
- Воинков, Александр Михайлович (3 марта 1921 — 20 апреля 1945) — советский военачальник. Командир 100-го гвардейского стрелкового полка 35-й гвардейской стрелковой дивизии. Гвардии подполковник.